# Studien und Mitteilungen zur Geschichte des Benediktinerordens und seiner Zweige
Studien und Mitteilungen zur Geschichte des Benediktinerordens und seiner Zweige ist der Titel einer von der Benediktinischen Akademie Salzburg herausgegebenen Zeitschrift. Der Titel der Zeitschrift wird offiziell SMGB (gelegentlich auch mit StMBO oder StudMittOSB) abgekürzt. Sie erscheint jährlich im EOS-Verlag der Erzabtei St. Ottilien.
Im Jahr 1880 in der Abtei Raigern in Mähren gegründet, wurden die SMGB 1911 vom Stift Sankt Peter in Salzburg und schließlich 1925 von der Bayerischen Benediktinerakademie übernommen. Bis 2022 erschienen 133 Jahrgangsbände der Zeitschrift sowie über 45 Bände der Ergänzungsreihe. In ihr werden Artikel und  Monografien zur Ordensgeschichte von Benediktinern, Zisterziensern, Trappisten und Kamaldulensern veröffentlicht. Schwerpunkte sind dabei (katholische) Theologie, Philosophie, Geschichte und sakrale Kunst. Auch wenn die SMGB nicht geografisch spezialisiert sind, so überwiegen doch Beiträge bayerischer bzw. deutschsprachiger Autoren.
Eine weitere monografische Reihe der deutschsprachigen Benediktiner waren die Abhandlungen bzw. Veröffentlichungen der Bayerischen Benediktinerakademie, in denen zwischen 1936 und 1965 neun Bände erschienen. 1965 wurde das Projekt Germania Benedictina, ein historisches Handbuch zum Benediktinertum des deutschen Sprachraums, in Angriff genommen, in dessen Rahmen bislang mehr als zwölf Bände entstanden sind.